# 동화고등학교
동화고등학교(東和高等學校)는 대한민국 경기도 남양주시 다산동에 있는 사립 고등학교이다.

## 학교 연혁
- 1950년 6월 5일 : 학교법인 도농학원 설립
- 1965년 3월 1일 : 이사장 이춘우 선생 취임
- 1972년 12월 19일 : 도농종합 고등학교 인가(9학급)
- 1973년 3월 5일 : 도농종합고등학교 개교
- 1973년 8월 5일 : 도농고등학교 교명 변경
- 1974년 6월 5일 : 학교법인 동화학원 법인명 변경
- 1976년 2월 20일 : 제1회 졸업 (150명)
- 1976년 6월 30일 : 동화고등학교 교명 변경
- 2005년 3월 2일 : 학급증설 인가(45학급)
- 2005년 11월 24일 : 다목적관(여호수아홀) 준공
- 2010년 6월 7일 : 두나미스관(자기주도학습실) 개관
- 2010년 9월 1일 : 이사장 유동욱 선생 취임
- 2015년 1월 29일 : 송학관(삼각 건물) 신축
- 2015년 6월 15일 : 화록동산 조성
- 2021년 3월 2일 : 교장 한상현 선생 취임
- 2022년 1월 31일 : 어울림동 완공
- 2024년 2월 7일 : 제49회 373명 졸업(총 25,583명)

## 참고 자료
- 동화고등학교 - 한국교육학술정보원 학교알리미